# Ахромово
Ахромово — деревня в Торопецком районе Тверской области. Входит в состав Василевского сельского поселения.

## История
В списке населённых мест Псковской губернии за 1885 год значится деревня Ахромово (Афромово). Туровская волость Торопецкого уезда. 4 двора, 47 жителей.
На карте РККА 1923—1941 годов обозначена деревня Ахромово. Имела 18 дворов.

## География
Деревня расположена в 8 км к северу от районного центра Торопец. Находится на левом берегу реки Торопа при впадении в неё реки Кезино.

## Климат
Деревня, как и весь район, относится к умеренному поясу северного полушария и находится в области переходного климата от океанического к материковому. Лето с температурным режимом +15…+20 °С (днём +20…+25 °С), зима умеренно-морозная −10…−15 °С; при вторжении арктического воздуха до −30…-40 °С.
Среднегодовая скорость ветра 3,5—4,2 метра в секунду.

## Население
| 2010 |
| ---- |
| 1    |